# Сен-Медар (Приморская Шаранта)
Сен-Меда́р (фр. Saint-Médard) — коммуна во Франции, находится в регионе Пуату — Шаранта. Департамент коммуны — Приморская Шаранта. Входит в состав кантона Жонзак. Округ коммуны — Жонзак.
Код INSEE коммуны — 17372.

## Население
Население коммуны на 2010 год составляло 81 человек.
| 1962 | 1968 | 1975 | 1982 | 1990 | 1999 | 2010 |
| ---- | ---- | ---- | ---- | ---- | ---- | ---- |
| 52   | 58   | 70   | 55   | 48   | 69   | 81   |